# SHOW-WA
SHOW-WA（ショウワ）は、秋元康プロデュースによる日本の6人組昭和歌謡&ポップスグループ。
コンセプトは「昭和歌謡・昭和ポップスを現代に」。
元プロサッカー選手、ごみ収集作業員、料理研究家など、様々な経歴を持った12名のメンバーがSHOW-WA＆MATSURIの2チームに分かれ活動。衣装は赤を基調としている。
2024年9月4日、『君の王子様』でメジャーデビュー。以降、フジテレビを中心に多くの出演、レギュラーを獲得している。

## メンバー
| C | メンバー   | ふりがな          | 生年月日              | 出身地   | 経歴                     |
| - | ---------- | ----------------- | --------------------- | -------- | ------------------------ |
| 0 | 寺田真二郎 | てらだ しんじろう | 1983年8月29日（41歳） | 愛知県   | 料理研究家               |
| 0 | 山本佳志   | やまもと けいし   | 1988年6月21日（37歳） | 奈良県   | 元モデル・俳優           |
| 0 | 向山毅     | むかいやま たけし | 1988年7月19日（37歳） | 福岡県   | 元SOLIDEMOのサブリーダー |
| 0 | 塩田将己   | しおた まさき     | 1992年1月19日（33歳） | 東京都   | 元大手企業勤務           |
| 0 | 青山隼     | あおやま じゅん   | 1988年1月03日（37歳） | 宮城県   | 元Jリーガー              |
| 0 | 井筒雄太   | いづつ ゆうた     | 1991年5月08日（34歳） | 神奈川県 | 元カメラ技術会社勤務     |

## 来歴

### 2023年
- 6月、「avex」、「JME（ジャパン・ミュージックエンターテインメント）」、「Y&N Brothers」の3社が「夢をあきらめるな！男性グループオーディション」を開催[4]。
- 7月25日、オーディションに応募した3,000人以上の中から12名を選出。「昭和歌謡・昭和ポップスを現代に」というコンセプトを基に、「SHOW-WA」と「MATSURI」の2つの新グループを結成。[5][6]。
- 12月24日、2024年のメジャーデビューを目指し、MATSURIと共に全国のイオンモールツアーをスタート。

### 2024年
- 1月8日、フジテレビ系バラエティ番組「ぽかぽか」にレギュラー出演。
- 2月25日、全国のイオンモール21ヶ所を回るツアーを完遂[7]。
- 3月1日、出演している「ぽかぽか」の番組内で、3月30日に開催されるイベントにファンを1000人集客するチャレンジ企画「ファン1000人集められるか!?」が決定[8]。
- 3月3日、MATSURIと共に、渋谷で初のゲリラライブを実施[2][9]。
- 3月30日、番組イベント「ファン1000人集められる!?」を開催[8][10][11]。
- 6月20日、「ぽかぽか」番組内にて、“SHOW-WA vs MATSURI”投票対決企画が行われ勝利し、メジャーデビューが決定した。
- 9月4日、デビューシングル『君の王子様』リリース。9月10日発表（9月16日付）オリコン週間シングルランキングで2位、オリコン週間演歌・歌謡シングルランキングで1位を獲得[12]。

### 2025年
- 4月2日、2ndシングル『外せないピンキーリング』リリース[13]。

## ディスコグラフィ

### シングル
- 君の王子様（2024年9月4日、avex trax）AVCD-61456、AVCD-61457

作詞：秋元康 / 作曲：こみかるみっちゃん / 編曲：清水武仁
- 外せないピンキーリング（2025年4月2日、avex trax）AVCD-61536/B、AVCD-61537

作詞：秋元康 / 作曲・編曲：福田貴史
- 僕らの口笛（2025年6月18日、avex trax）AVCD-61554/B、AVCD-61555

作詞：秋元康 / 作曲・編曲：奥田もとい

### 参加作品
- 鈴木雅之『All Time Doo Wop!!』（2025年4月16日、EPIC）ESCL-6076〜6079、ESCL-6080〜6082
【Disc2】Rats Mania 10. トゥナイト（シャネルズのカバー）

## ミュージック・ビデオ
| 年   | タイトル               | リンク     | 監督     | 備考 |
| ---- | ---------------------- | ---------- | -------- | ---- |
| 2024 | 君の王子様             | [ 動画 1 ] | 高橋栄樹 |      |
| 2025 | 外せないピンキーリング | [ 動画 2 ] | 高橋栄樹 |      |
| 2025 | 僕らの口笛             | [ 動画 3 ] | 高橋栄樹 |      |

## 出演

### テレビ番組
- ぽかぽか（2024年1月8日 - 、フジテレビ） - コーナーレギュラー
  - エンディングコーナー（当初は「愛花を紅白に連れてって！」→「愛花を万博に連れてって！」のコーナー名があった）に出演し、オリジナル楽曲「君の王子様」→「外せないピンキーリング」などを生歌唱。2025年5月までは木曜日にVTRコーナー（当初は同上のコーナーとして）も放送。
  - 2025年6月5日より、木曜日スタジオコーナーレギュラーも兼務
- オールナイトフジコ（2024年3月23日、フジテレビ）[14]
- 2024 FNS歌謡祭 夏（2024年7月3日、フジテレビ）[15]
- PLAYLIST（2024年9月24日、TBS）
- M＋（2024年10月18日〈初回放送〉、ミュージック・エア）[16]
- 週刊ナイナイミュージック（2024年10月23日、フジテレビ）
- EXITV（2024年10月23日、フジテレビ） - 寺田・塩田が出演[17]
- ミュージックフェア（2024年11月2日、フジテレビ）
- 宮本隆治の歌謡ポップス☆一番星 #269（2024年11月8日〈初回放送〉、歌謡ポップスチャンネル）
- うたコン（2024年12月10日、NHK総合）[18]
- ももち浜ストア presents 博多どんたく大行進〜昭和100年！世代を超えて… （2025年5月3日、TNC）-スペシャルゲスト
- QVC（2025年6月28日） - たかの友梨ビューティクリニック＆ビューティショッピングのイメージキャラクターとして同商品のコーナーに出演

### ラジオ
- あなたにハッピー・メロディ（2024年10月22日、ニッポン放送系列NRN） - 寺田が電話出演

### CM
- たかの友梨ビューティクリニック・たかの友梨ビューティショッピング（2025年6月28日 - ） - イメージキャラクターに就任しCMに出演

## 書籍

### 写真集
- 最後の恋人（2024年12月25日、集英社）[19]